# 娲皇庙
36°33′52″N 111°45′31″E / 36.56444°N 111.75861°E
娲皇庙位于中国山西省霍州市大张镇贾村，2006年被列为第六批全国重点文物保护单位。
娲皇庙始建年代不详，现存为清代建筑。庙坐北朝南，占地1300平方米，现存戏台、娲皇圣母殿、厢房、钟鼓楼等建筑。主殿娲皇圣母殿面阔三间（10.82米），进深六椽（8.85米），单檐悬山顶，左右垛殿与主殿相连，均面阔二间，单檐歇山顶。戏台面阔三间，单檐悬山顶。